# Papierfabriek van Montech

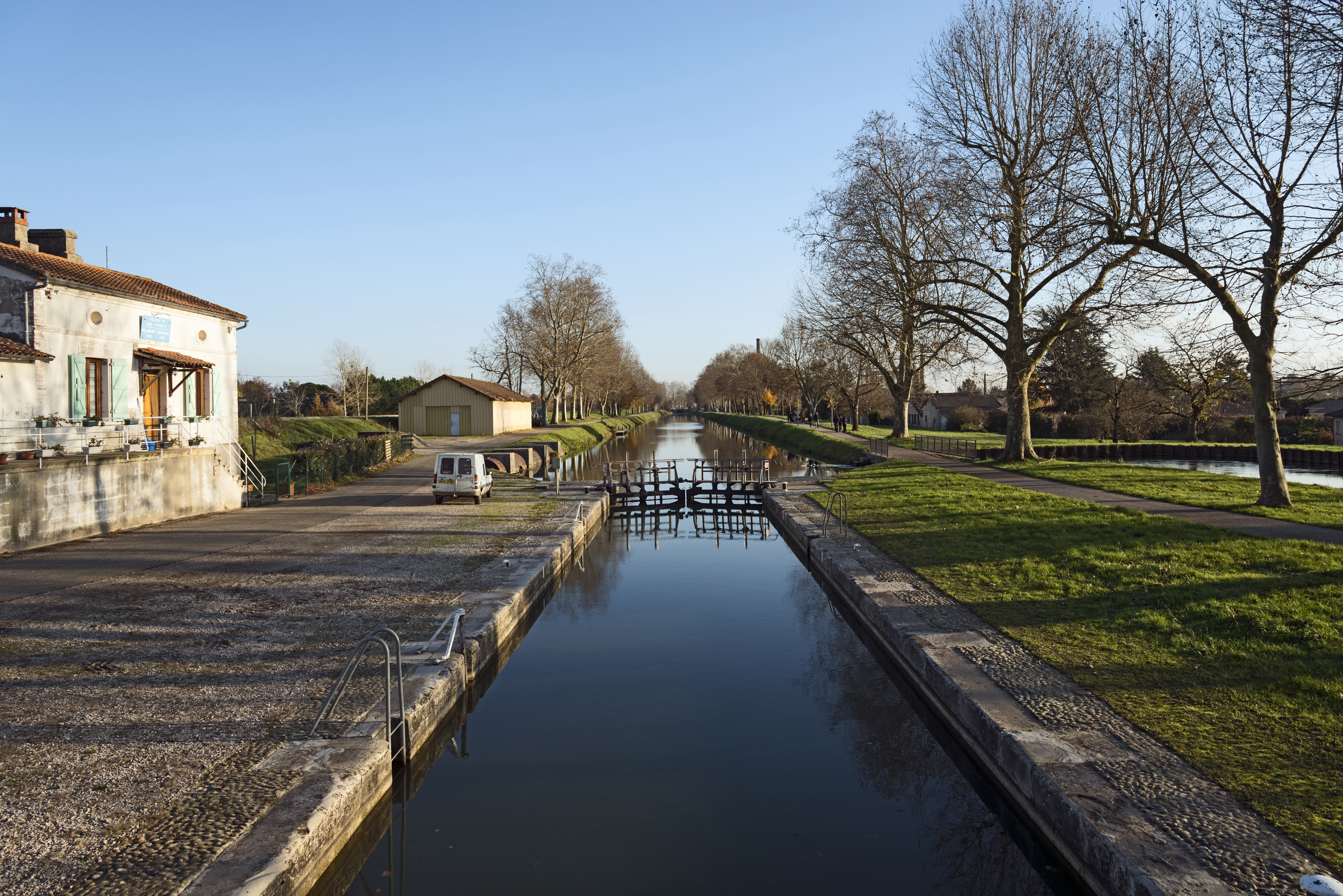
Sluis 12 van het Canal de Garonne

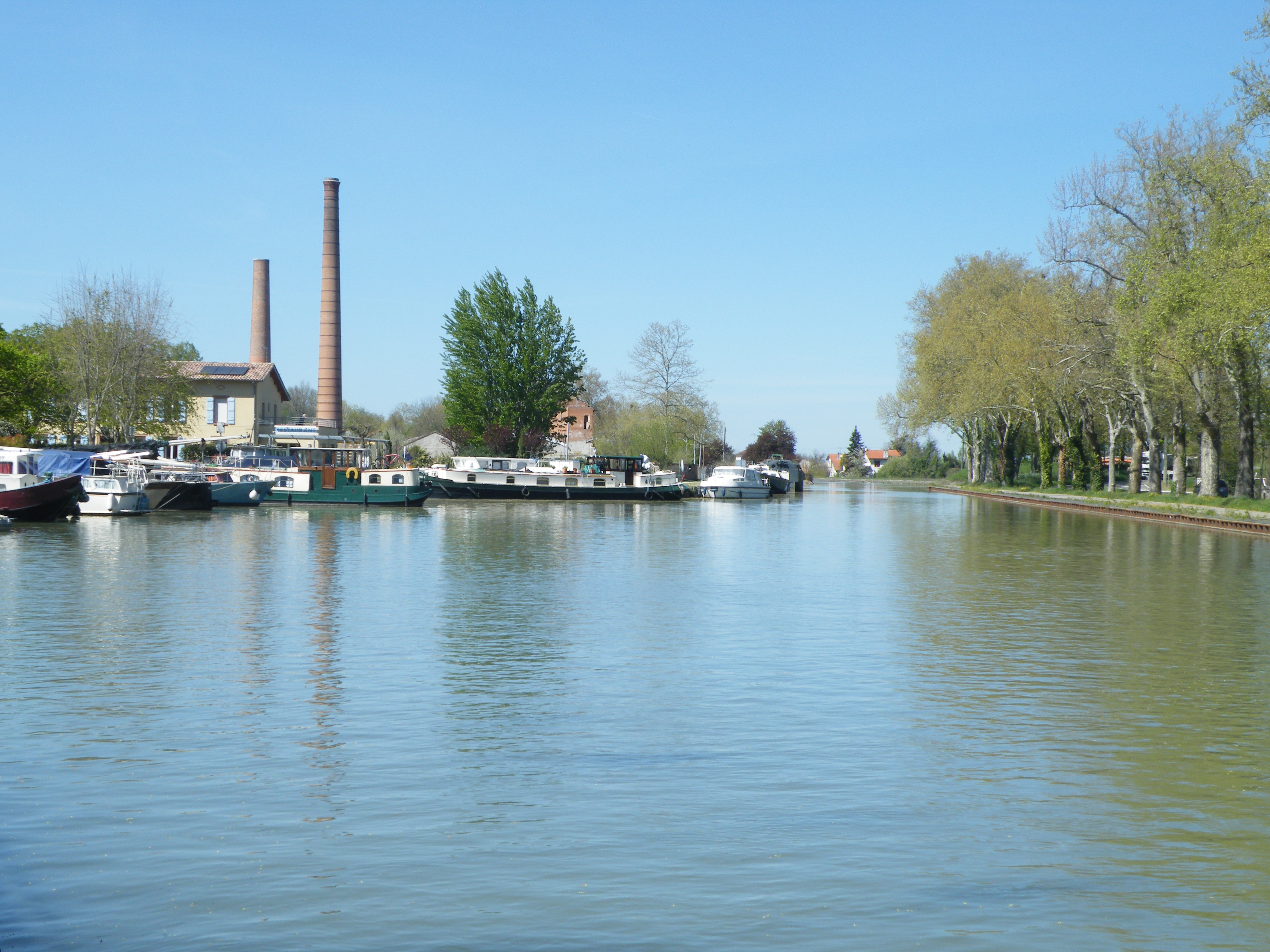
De rivierhaven van Montech op het Canal de Garonne met op de achtergrond de fabrieksschouwen van de papierfabriek

De papierfabriek van Montech (Frans: Papeterie de Montech) werd gesticht in 1857 en was gelegen naast het Canal de Garonne in de Franse gemeente Montech (Tarn-et-Garonne). De fabriek was de grootste werkgever van de gemeente en stelde in de jaren 1930 tot 300 mensen tewerk. De fabriek sloot in 1968.

## Voorgeschiedenis
Aan het begin van de 19e eeuw was er in Montech al een kleine papierfabriek bij een watermolen op de beek Tambourel. Deze fabriek werd uitgebaat door de broers Genevière en produceerde rollen papier van 0,6 m breed die werden gebruikt als behangpapier.
In 1842 werd het Canal de Garonne geopend, een kanaal evenwijdig met de Garonne dat aansloot op het oudere Canal du Midi in Toulouse. Beide kanalen vormden een waterverbinding tussen de Atlantische Oceaan en de Middellandse Zee. Het Canal de Garonne liep ten oosten van het centrum van Montech. In de gemeente lag sluis 12, die een hoogteverschil van 3 m overbrugde. Op 17 oktober 1856 verkregen de heren Genevière en Laporte de toelating om de waterkracht geleverd door deze sluis te gebruiken om een turbine aan te drijven.

## Geschiedenis
De fabriek, aanvankelijk ook met een graanmolen, werd gebouwd naast het kanaal. De papierfabriek maakte aanvankelijk papier gebruikt als verpakking door slagers. Dit papier werd gemaakt van stro en de fabriek bezat een stal met een veertigtal paarden om stro uit de wijde omgeving aan te voeren.
In 1860 werd de papierfabriek overgenomen door Arnaud Veissière. Hij schakelde geleidelijk aan over op de productie van krantenpapier. Hiervoor werd goedkopere houtpulp aangevoerd uit het buitenland (Noorwegen), dat via de zeehaven van Bordeaux over het Canal de Garonne naar Montech werd vervoerd. Naast de turbines aangedreven door waterkracht kwamen er ook stoommachines aangedreven door steenkool, die aangevoerd werd uit Groot-Brittannië. In 1890 produceerde de fabriek jaarlijks 2000 ton papier op rollen; tegen 1900 was dit jaarlijks 3000 ton. Het papier werd afgenomen door kranten in Bordeaux, Toulouse en Montauban, maar ook in Parijs. Raoul Veissière liet tussen 1903 en 1906 nieuwe stoommachines installeren. Bijkomende stroom werd aangevoerd van een watermolen op de Tarn. Hiervoor werd een hoogspanningslijn aangelegd.
De familie Veissière beschikte over onvoldoende kapitaal om de fabriek te moderniseren. In 1912 werd de naamloze vennootschap Papeterie de Montech opgericht, met als zaakvoerder Achille Berges, die de fabriek overnam. De papierfabriek diversifieerde haar productie en maakte ook luxueuzer papier. Omdat hiervoor bijkomende stroom nodig was, werden ook turbines geplaatst bij de sluizen 13 en 14 op het Canal de Garonne. Er werden ook nieuwe machines en nieuwe fabrieksgebouwen in gebruik genomen. In 1925 werd jaarlijks 4200 ton papier geproduceerd.
In 1930 werd de fabriek overgenomen door de Papeteries de France en het machinepark werd vernieuwd. In 1939 stelde de fabriek ongeveer 300 mensen tewerk. In 1940 kwam een deel van de productie stil te liggen door een gebrek aan grondstoffen. Vanaf 1947 begon de vraag af te nemen en werd bij momenten een deel van het machinepark stilgelegd. In 1968 sloot de fabriek.
De papierfabriek van Montech had een gunstige ligging aan het water en lag aan een kruispunt van secundaire wegen. Maar er was geen spoorverbinding wat een handicap vormde.

## Gebouwen
De fabrieksgebouwen zijn deels bewaard en zijn eigendom van de gemeente. Ze kregen in 2014 een nieuwe publieke functie.